# Spring Grove (Indiana)
Spring Grove és una població dels Estats Units a l'estat d'Indiana. Segons el cens del 2000 tenia 386 habitants.

## Demografia
Segons el cens del 2000, Spring Grove tenia 386 habitants, 132 habitatges, i 86 famílies. La densitat de població era de 465,7 habitants/km².
Dels 132 habitatges en un 18,9% hi vivien nens de menys de 18 anys, en un 55,3% hi vivien parelles casades, en un 8,3% dones solteres, i en un 34,8% no eren unitats familiars. En el 28,8% dels habitatges hi vivien persones soles el 14,4% de les quals corresponia a persones de 65 anys o més que vivien soles. El nombre mitjà de persones vivint en cada habitatge era de 2,12 i el nombre mitjà de persones que vivien en cada família era de 2,55.
Per edats la població es repartia de la següent manera: un 11,9% tenia menys de 18 anys, un 3,1% entre 18 i 24, un 16,1% entre 25 i 44, un 29,8% de 45 a 60 i un 39,1% 65 anys o més.
L'edat mediana era de 57 anys. Per cada 100 dones de 18 o més anys hi havia 67,5 homes.
La renda mediana per habitatge era de 45.781 $ i la renda mediana per família de 51.500 $. Els homes tenien una renda mediana de 38.750 $ mentre que les dones 21.250 $. La renda per capita de la població era de 24.705 $. Entorn del 7,8% de les famílies i el 10,1% de la població estaven per davall del llindar de pobresa.

## Poblacions més properes
El següent diagrama mostra les poblacions més properes.